# Liga Mundial de Polo Aquático Masculino de 2011
A Liga Mundial de Polo Aquático Masculino de 2011 foi a décima edição da Liga Mundial, organizado pela FINA. A Super Final aconteceu em Florença, Itália, com a vitória da Seleção Sérvia de Polo Aquático pela sexta vez.